# Aleksander Oborski
Aleksander Antoni Oborski (ur. 6 marca 1779 w Warszawie, zm. 1841 w Lublinie) – polski oficer.
Syn Józefa Oborskiego i Petroneli z Ossowskich. Lata 1785 – 1792 w Szkole Rycerskiej otrzymując stopień chorążego artylerii koronnej. Uczestniczył w wojnie 1792 r. i powstaniu kościuszkowskim, awansując na stopień porucznika. Wstąpił do Legionów Polskich w 1798 r., odbył kampanię włoską Po pokoju w Lunéville wrócił do Polski. W 1807 r. znów wstąpił do wojska, aby wziąć udział w kampanii pruskiej, w trakcie której awansował na kapitana 3 Pułku Ułanów, a następnie szefa szwadronu w 8 Pułku Ułanów. W wojnie austriackiej walczył w Kawalerii (3504 żołnierzy) pod dowództwem generała Różnieckiego, m.in. bitwa pod Raszynem. Otrzymał Krzyż Kawalerski Orderu Virtuti Militari w 1810 r. Wojnę 1812 r. odbył w stopniu majora w 13 pułku srebrnych huzarów w V korpusie ks. Józefa Poniatowskiego. Za tę kampanię uzyskał Order Obojga Sycylii przyznany przez Murata. Właśnie w 1812 r. ukazały się jego Przepisy polowe w czasie boju przeznaczone dla jazdy lekkiej i wszelkich oficerów tejże broni w tłumaczeniu z francuskiego. W 1813 dowodził Pułkiem Ułanów Księstwa Warszawskiego po płk. Radzimińskim (poległym 7 września 1812).
Uczestniczył w wojnach napoleońskich aż do 1814 r., doszedł do stopnia pułkownika oraz zasłużył na Krzyż Kawalerski i Krzyż Oficerski Legii Honorowej. Później zajął się malarstwem.
W powstaniu listopadowym od 8 stycznia 1831 wziął udział, jako dowódca pułku jazdy, sformowanego z ochotników w styczniu 1831 jako 2 Pułk Jazdy Augustowskiej.
Walczył pod Ostrołęką 25 lutego 1831. W kwietniu 1831 w okolicach Łowicza przemianowany na 7 Pułk Ułanów.
Pułk otrzymał 1 krzyż kawalerski, 8 złotych i 6 srebrnych. Okazał się fatalnym organizatorem jazdy w Augustowskiem. Dowódcą pułku po nim został mjr Jerzy Bułharyn. Zmarł w 1841 w Lublinie.